# Тэж
Тэж (тэдж) (амх. ጠጅ, [ˈtʼədʒ]; оромо daadhi; тигринья ሜስ més) — алкогольный напиток, готовящийся народами Эфиопии из корней, веток и листьев дерева Гейшу с добавлением мёда диких пчёл и специй (часто используется хмель) для горечи. Традиционно процесс брожения проходит с использованием диких дрожжей или бактерий, которые попадают в «брагу» с Гейшу.
Существуют коммерческие сорта тэжа с использованием разных сортов меда (цветочный, померанцевый, и т. д.) и винных дрожжей, но с традиционным набором специй.
Сладкая, слабоалкогольная версия напитка называется Berz, отличается малым временем созревания. Тэж имеет обманчиво-сладкий вкус, маскирующий высокое содержание алкоголя, которое зависит от срока брожения.
Тэж — традиционно домашний напиток, но его также можно найти и в барах Эфиопии.